# Rogowo (Miłomłyn)
Rogowo (deutsch Hornsberg) ist ein Ort in der polnischen Woiwodschaft Ermland-Masuren. Er gehört zur Gmina Miłomłyn (Stadt-und-Land-Gemeinde Liebemühl) im Powiat Ostródzki (Kreis Osterode in Ostpreußen).

## Geographische Lage
Rogowo liegt im Westen der Woiwodschaft Ermland-Masuren, zehn Kilometer westlich der Kreisstadt Ostróda (deutsch Osterode in Ostpreußen).

## Geschichte
Hornsberg mit dem Sitz einer Domäne kam 1874 zum neu errichteten Amtsbezirk Bieberswalde (polnisch Liwa) im Kreis Osterode in Ostpreußen. Am 30. September 1928 wurde der Gutsbezirk Hornsberg zudem in die Landgemeinde Bieberswalde eingegliedert. Im Jahre 1910 zählte der Ort 105 Einwohner.
Als in Kriegsfolge 1945 das gesamte südliche Ostpreußen an Polen fiel, war auch Hornsberg davon betroffen. Der Ort erhielt die polnische Namensform „Rogowo“ und ist heute eine Ortschaft im Verbund der Stadt-und-Land-Gemeinde Miłomłyn (Liebemühl) im Powiat Ostródzki (Kreis Osterode in Ostpreußen), bis 1998 der Woiwodschaft Olsztyn, seither der Woiwodschaft Ermland-Masuren zugehörig.

## Kirche
Bis 1945 war Hornsberg in die evangelische Pfarrkirche Liebemühl in der Kirchenprovinz Ostpreußen der Kirche der Altpreußischen Union, außerdem in die römisch-katholische Kirche Osterode i. Ostpr. eingegliedert.
Heute gehört Rogowo katholischerseits zur Pfarrei Liwa (Bieberswalde) im Bistum Elbląg (Elbing) sowie evangelischerseits zur Kirche Ostróda in der Diözese Masuren der Evangelisch-Augsburgischen Kirche in Polen.

## Verkehr
Rogowo ist von Liwa aus auf direktem Wege zu erreichen. Eine Anbindung an den Bahnverkehr besteht nicht.